# Aerangis decaryana
Aerangis decaryana är en orkidéart som beskrevs av Henri Perrier de la Bâthie. 
Aerangis decaryana ingår i släktet Aerangis och familjen orkidéer. Inga underarter finns listade i Catalogue of Life.